# Алан из Лощины

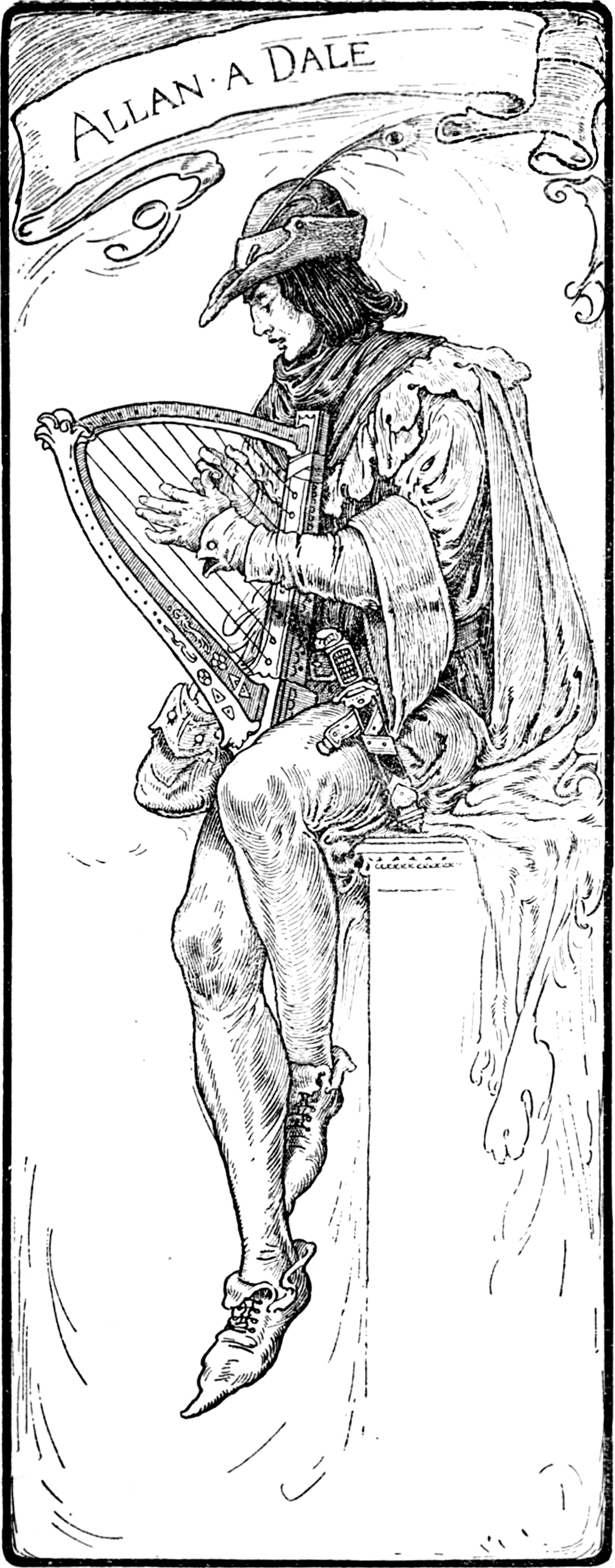
Алан из Лощины

Алан из Лощины (англ. Alan-a-Dale), также известный как Алан из Долины и Алан-э-Дейл (ориг. англ. Allen a Dale) — герой легенд о Робине Гуде, менестрель и член отряда его разбойников. По сравнению с другими героями легенд появляется позже других.

## Легенда
Первые упоминания об Алане из Лощины относятся к XVII веку: в сборнике баллад Чайлда под номером 138 идёт баллада «Робин Гуд и Алан-э-Дейл» (англ. Robin Hood and Allen a Dale). В балладе рассказывается о том, как Робин Гуд спасает возлюбленную Алана от насильного венчания со старым рыцарем: Робин, переодетый епископом, срывает церемонию венчания в храме и сам проводит венчание Алана и его девушки. По другим версиям, это делал Маленький Джон или брат Тук. В некоторых версиях вместо Алана появляется Уилл Скарлет, однако чаще всего героем баллады является именно Алан. Несмотря на то, что Алан не упоминается достаточно часто в балладах, время от времени он помогает Робину и его друзьям в разных делах.

## В литературе
- В детской книге американского писателя Говарда Пайла «Славные приключения Робин Гуда» в сказке «Робин Гуд и отчаянный монах» упоминается, что девушку Алана звали Элен, а венчание проводил именно сам брат Тук как единственный человек, имевший на это право в отсутствие епископа[3].
- В рассказе Пирса Эгана-младшего[англ.] «Робин Гуд и Маленький Джон» утверждается, что на самом деле Алана зовут сэр Алан Клэр и он является рыцарем, а не менестрелем. Там же говорится о том, что Алан приходится братом деве Мэриан, а его возлюбленной является леди Кристабель, дочь шерифа Ноттингемского, который и пытался насильно выдать Кристабель замуж за своего старого знакомого. Предотвратить несправедливость решается Маленький Джон, который и венчает Алана и Кристабель, принимая на себя обязанности епископа Херефордского[4].
- В романе Вальтера Скотта «Айвенго» в русском переводе менестреля зовут Аллен из Лощины. Брат Тук и Робин Гуд отзываются о нём не в лучших тонах, поскольку Аллен любит выпить эля и очень часто буянит. Так, Робин узнаёт, что Аллен ограбил аббата Жорво, потребовал с того большой выкуп и угрожал повесить пленника в случае неповиновения. Впрочем, Робин и брат Тук в защиту Аллена говорят, что тот верен всегда своему слову и никогда не отступает перед своей целью. Внешность Аллена описывается в конце романа: он предстаёт как «молодцеватый юноша в зелёном кафтане с золотым шитьём» и является менестрелем отнюдь «не простого звания».
- Алан является главным героем рассказов британского писателя Ангуса Дональда[англ.] «Разбойник», «Священный воин» и «Человек короля».

## В фильмах и на телевидении
- Одним из первых актёров, исполнивших роль Алана в фильмах, стал Элтон Хэйес[англ.], снявшийся в 1952 году в фильме «История Робина Гуда и его Весёлых Разбойников».
- В 1955—1959 годах в сериале «Приключения Робин Гуда» в двух сериях роль Алана исполнил Джон Шлезингер, а в четырёх — Ричард Коулмен[англ.].
- В мультфильме «Робин Гуд» 1973 года, созданном студией Уолта Диснея, все герои представлены в образе животных. Алан изображается как петух, играющий на мандолине и являющийся заодно рассказчиком. Роль озвучивал Роджер Миллер, в русском переводе — Алексей Иващенко (он же стал автором перевода всех песен на русский язык). В мультфильме Алан исполняет песни Whistle Stop, Oo-De-Lally и Not in Nottingham.
- В легендарном британском телесериале «Доктор Кто» Двенадцатый Доктор в серии «Робот из Шервуда» попадает во время Робин Гуда, пытаясь убедиться в реальности существования народного героя. В той серии роль Алана исполнил Иан Халлард.
- В 1965 году в одном из выпусков шоу Дадли Мура и Питера Кука Not Only But Also была исполнена шутливая песня об Алане: её исполняли сами ведущие вместе с Джо Мелайа, Биллом Уоллисом и Джоном Уэллсом.
- В телесериале «Звёздный путь: Следующее поколение» в серии Qpid экипаж «Энтерпрайза» оказывается в Средневековой Англии и становится фактически отрядом Робина Гуда. Место Алана из Лощины занимает Джорди Ла Форж, роль которого сыграл Левар Бертон.
- В музыкальном фильме «Робин и семь гангстеров» действие переносится в Чикаго 1920-х годов, а роль Алана А. Дэйла играет Бинг Кросби. Изначально роль должна была достаться Питеру Лоуфорду, но тот рассорился с Фрэнком Синатрой, исполнявшего главную роль.
- В советском фильме «Стрелы Робин Гуда» Алан э’Дейл показан не как музыкант, а как странствующий рыцарь.
- В британском телесериале 1984 года «Робин из Шервуда» роль Алана сыграл Питер Хатчинсон в эпизоде «Алан из Долины» (в советском дубляже — «Влюблённый менестрель»). В той серии брат Тук помогает Алану вернуть его возлюбленную Милдред, которую Шериф Ноттингемский ведёт насильно под венец.
- В британском телесериале 2006—2009 годов «Робин Гуд» роль Алана сыграл Джо Армстронг. В этом телесериале Алан представлен не с самых лучших сторон: он не является менестрелем, хотя развлекает «молодцов» Робина Гуда шутками. Несмотря на то, что Алан спасал часто своих товарищей от плена и добывал провизию, люди ему не доверяют, поскольку он не сдерживает своё слово, часто обманывает и любит участвовать в мероприятиях с переодеванием. После игры «в напёрстки» в таверне его арестовывает Гай Гисборн и бросает в темницу, заставляя того перейти на сторону Шерифа. Алан зарабатывает деньги, сообщая информацию о планах Робина, но после долгих душевных переживаний сбегает от Гисборна и Шерифа, возвращаясь в банду разбойников. Вплоть до своей гибели Алан продолжает сражаться на стороне Робина, пытаясь искупить свою вину за предательство.
- В фильме 2010 года роль исполняет Алан Дойл, лидер рок-группы Great Big Sea. Здесь он представлен как опытный воин, который обладает музыкальным талантом.
- В мюзикле «Занавесы» Джона Кандера и Фреда Эбба показана постановка театральной пьесы о Робине Гуде в стиле вестернов: там есть герой под именем Алан О'Делл.

## В компьютерных играх
- Вышедшая в 2002 году игра Robin Hood: The Legend of Sherwood содержит небольшое упоминание об Алане: он представляется Гийомом де Лоншампом, который спешит доставить выкуп за короля Ричарда.